# زمین‌لرزه ۲۰۰۹ شیزوئوکا
زمین‌لرزه شیزوئوکا  در تاریخ ۱۰ اوت ۲۰۰۹ میلادی، برابر با ‎۱۹ مرداد ۱۳۸۸، ساعت ۲۰:۰۷:۰۹٫۱۱ به زمان یوتی‌سی در ژاپن ، منطقه شیزوئوکا رخ داد.ژرفای این زلزله ۲۶ کیلومتر بود. بزرگی آن ۶٫۴ در مقیاس Mw بدست آمده‌است.
شمار کشتگان نزدیک به ۱ نفر گزارش شده‌است.